# How I Feel (singel Flo Ridy)
"How I Feel" – piosenka dance-pop/hip house stworzona na piąty album studyjny amerykańskiego rapera Flo Ridy The Perfect 10 (2013). Utwór wydany został jako drugi singel promujący krążek dnia 28 października 2013 roku.
Piosenka zajęła 55. miejsce listy przebojów Canadian Hot 100 oraz 20. na ARIA Top 100 Singles. 4 listopada 2013 Flo Rida wystąpił z "How I Feel" na łamach telewizyjnego talent show stacji NBC The Voice. Gościnnie towarzyszyła mu jurorka programu, Christina Aguilera, która wykonała refreny utworu. Wkrótce po występie singel zadebiutował w notowaniu magazynu Billboard Bubbling Under Hot 100, na pozycji czternastej. Na liście Billboard Hot 100 zajął miejsce dziewięćdziesiąte szóste. Był też notowany na 8. miejscu listy UK Singles Chart.

## Lista utworów singla
Digital download
1. "How I Feel" – 2:49